# Eromanga-sensei
Eromanga-sensei (エロマンガ先生?) è una serie di light novel scritta da Tsukasa Fushimi e illustrata da Hiro Kanzaki, edita da ASCII Media Works, sotto l'etichetta Dengeki Bunko, da dicembre 2013. Un adattamento manga è stato serializzato sul Dengeki Daioh di ASCII Media Works dal 27 maggio 2014 al 27 maggio 2021, mentre un adattamento anime, coprodotto da Aniplex e A-1 Pictures, è stato trasmesso in Giappone tra l'8 aprile e il 24 giugno 2017.

## Trama
La storia ruota attorno allo studente delle superiori Masamune Izumi che ama scrivere light novel. Non avendo lui stesso abilità artistiche che gli permettano di realizzare delle illustrazioni per le sue opere, Masamune le fa sempre preparare da un suo collega anonimo che usa lo pseudonimo di "Eromanga-sensei" che, noto per disegnare immagini discutibilmente perverse, si rivela estremamente affidabile nel momento del bisogno. Oltre a bilanciare la sua passione e gli studi scolastici, Masamune deve anche prendersi cura dell'unico membro rimasto della sua famiglia, la sorellastra più giovane Sagiri Izumi. Quest'ultima è un hikikomori che si è chiusa nella sua camera da letto per oltre un anno e che riesce a far fare ciò che desidera a Masamune, il quale tenta invano di trovare un modo per farle lasciare la sua stanza e farle avere una vita normale. Un giorno però Masamune scopre inavvertitamente che il suo collega di lavoro è sempre stato Sagiri e questo dà inizio a una svolta nella loro relazione che diventa sempre più affiatata.

## Personaggi
Masamune Izumi (和泉 正宗?, Izumi Masamune)
Doppiato da: Yoshitsugu Matsuoka
Uno studente al primo anno di liceo che vive da solo con la sorellastra Sagiri. Quando era alle scuole medie, vinse un premio per aver scritto una serie di light novel. Come lavoro, scrive light novel per case editrici anche famose e uno dei suoi titoli più famosi è La reincarnazione del lupo argentato. I suoi testi sono a sfondo erotico-sentimentale e le illustrazioni sono a cura di un artista e apparente otaku perverso soprannominato Eromanga-sensei che gli è stato assegnato nell'anonimato. Masamune in seguito scoprirà per caso che il suo collega di lavoro è proprio Sagiri, la sorellastra più piccola.
Sagiri Izumi (和泉 紗霧?, Izumi Sagiri)
Doppiata da: Akane Fujita
La sorellastra di Masamune. È una studentessa delle medie che dopo la morte della madre si è rinchiusa in camera sua conducendo una vita da hikikomori. Nonostante la giovane età, grazie agli insegnamenti della madre è molto brava nel disegnare con una tavoletta grafica, tanto da aver ottenuto un lavoro come illustratrice di light novel sotto lo pseudonimo di Eromanga-sensei per via delle sue illustrazioni a sfondo erotico. Secondo il suo blog, tale pseudonimo deriva dal nome di un'isola e non ha alcuna relazione con nessun manga ecchi. Pur essendo una ragazza introversa, è felice nell'intrattenere coi suoi disegni persone che la seguono sul web via streaming. È proprio durante una di queste occasioni che il fratello scopre la sua identità da illustratrice. In seguito verrà rivelato che prima che sua madre sposasse il padre di Masamune, lo conosceva inconsapevolmente come un amico online con il quale parlava di illustrazioni e light novel. Nell'anime, le illustrazioni di Sagiri sono disegnate da Tiv.
Elf Yamada (山田 エルフ?, Yamada Erufu)
Doppiata da: Minami Takahashi
Un'autrice di light novel che considera Masamune un suo rivale. Pigra e svogliata, impugna la penna solo quando trova l'ispirazione. Dopo essersi trasferita vicino a casa di Masamune, comincia a frequentarlo assiduamente e a supportarlo o dargli consigli. Si veste in stile lolita e prova dei sentimenti romantici nei confronti di Masamune. Grazie al suo talento, Elf è riuscita a vendere oltre 2 milioni di copie della sua serie di light novel. Il suo vero nome è Emily Granger (エミリー・グレンジャー?, Emirī Gurenjā).
Muramasa Senju (千寿 ムラマサ?, Senju Muramasa)
Doppiata da: Saori Ōnishi
Una fan e rivale di Masamune, innamorata di quest'ultimo. Vorrebbe sottomettere Masamume a sé per fargli scrivere light novel solo per lei. La sua serie ha venduto oltre 14,5 milioni di copie, inoltre è una grande appassionata de La reincarnazione del lupo argentato di Masamune e si arrabbia con quest'ultimo dopo che ha preso la decisione di concludere la storia prima di quanto si aspettasse. Ha preso parte a un concorso chiamato Light Novel Tenkaichi Butokai (ラノベ天下一武 闘会?, Ranobe Tenkaichi Butōkai) per cercare di contrastare il sogno di Masamune di realizzare una serie di light novel di genere commedia romantica; dopo aver perso la competizione, ammette sportivamente la sua sconfitta e da quel momento assume degli atteggiamenti sempre più amichevoli nei suoi confronti. Riuscirà anche a confessare i sentimenti che prova per il ragazzo ma verrà gentilmente rifiutata. Il suo vero nome è Hana Umezono (梅園 花?, Umezono Hana).
Megumi Jinno (神野 めぐみ?, Jinno Megumi)
Doppiata da: Ibuki Kido
Una compagna di classe di Sagiri che cerca di far andare a scuola quest'ultima per stringere amicizia con lei. Estroversa e molto vivace, assume spesso un comportamento perverso nonostante in amore abbia poca esperienza.
Tomoe Takasago (高砂 智恵?, Takasago Tomoe)
Doppiata da: Yui Ishikawa
Una compagna di classe di Masamune che lavora come commessa presso la libreria di famiglia Takasago Shoten (たかさご書店?). È l'unica a conoscenza dell'identità da scrittore di Masamune sin dall'inizio, e perde le staffe se qualcuno osa considerare le light novel stupidaggini.
Kunimitsu Shido (獅童 国光?, Shidō Kunimitsu)
Doppiato da: Nobunaga Shimazaki
Shido è uno dei partecipanti al concorso Light Novel Tenkaichi Butokai dove è arrivato al terzo posto, venendo sconfitto da Masamune. Pensa che quest'ultimo sia gay.
Ayame Kagurazaka (神楽坂 あやめ?, Kagurazaka Ayame)
Doppiata da: Mikako Komatsu
È l'editor di Masamune e Muramasa.
Chris Yamada (山田 クリス?, Yamada Kurisu)
Doppiato da: Seiichirō Yamashita
Chris è il fratello maggiore di Elf nonché suo editor.

## Media

### Light novel
La serie di light novel è stata scritta da Tsukasa Fushimi con le illustrazioni di Hiro Kanzaki. Il primo volume è stato pubblicato da ASCII Media Works, sotto l'etichetta Dengeki Bunko, il 10 dicembre 2013 e al 10 agosto 2022 ne sono stati messi in vendita in tutto tredici.
| Nº | Titolo italiano (traduzione letterale) Giapponese 「Kanji」 - Rōmaji                                                                      | Data di prima pubblicazione              | Data di prima pubblicazione |
| Nº | Titolo italiano (traduzione letterale) Giapponese 「Kanji」 - Rōmaji                                                                      | Giapponese                               |                             |
| 1  | Mia sorella minore e la stanza che non si apre 「妹と開かずの間」 - Imōto to akazu no ma                                                  | 10 dicembre 2013 ISBN 978-4-04-866081-5  |                             |
| 2  | Mia sorella minore e il romanzo più interessante del mondo 「妹と世界で一番面白い小説」 - Imōto to sekai de ichiban omoshiroi shōsetsu    | 10 maggio 2014 ISBN 978-4-04-866531-5    |                             |
| 3  | Mia sorella minore e l'isola delle fate 「妹と妖精の島」 - Imōto to yōsei no shima                                                        | 10 ottobre 2014 ISBN 978-4-04-866937-5   |                             |
| 4  | Eromanga-sensei VS Eromanga-sensei G 「エロマンガ先生VSエロマンガ先生G」 - Eromanga-sensei VS Eromanga-sensei G                           | 10 marzo 2015 ISBN 978-4-04-869334-9     |                             |
| 5  | La prima volta a scuola di Sagiri Izumi 「和泉紗霧の初登校」 - Izumi Sagiri no hatsu tōkō                                                 | 10 settembre 2015 ISBN 978-4-04-865381-7 |                             |
| 6  | Dieci motivi per cui dovresti sposare Elf Yamada 「山田エルフちゃんと結婚すべき十の理由」 - Yamada Erufu-chan to kekkon subeki jū no riyū | 10 marzo 2016 ISBN 978-4-04-865808-9     |                             |
| 7  | Vita di convivenza che ha inizio con l'anime 「アニメで始まる同棲生活」 - Anime de hajimaru dōsei seikatsu                                | 10 agosto 2016 ISBN 978-4-04-892249-4    |                             |
| 8  | Le vacanze di Masamune Izumi 「和泉マサムネの休日」 - Izumi Masamune no kyūjitsu                                                          | 10 gennaio 2017 ISBN 978-4-04-892597-6   |                             |
| 9  | La vita da novella sposa di Sagiri 「紗霧の新婚生活」 - Sagiri no shinkon seikatsu                                                        | 9 giugno 2017 ISBN 978-4-04-892950-9     |                             |
| 10 | Muramasa Senju e il festival culturale dell'amore 「千寿ムラマサと恋の文化祭」 - Senju Muramasa to koi no bunkasai                        | 10 luglio 2018 ISBN 978-4-04-893914-0    |                             |
| 11 | Il pigiama party delle sorelle 「妹たちのパジャマパーティ」 - Imōto-tachi no pajama pāti                                                  | 10 gennaio 2019 ISBN 978-4-04-912198-8   |                             |
| 12 | La vittoria inversa di Elf Yamada 「山田エルフちゃん逆転勝利の巻」 - Yamada Erufu-chan gyakuten shōri no maki                             | 9 novembre 2019 ISBN 978-4-04-912892-5   |                             |
| 13 | Eromanga Festival 「エロマンガフェスティバル」 - Eromanga Fesutibaru                                                                      | 10 agosto 2022 ISBN 978-4-04-914493-2    |                             |

### Manga
Un adattamento manga disegnato da Rin è stato serializzato sulla rivista Dengeki Daioh di ASCII Media Works dal 27 maggio 2014 al 27 maggio 2021. Dodici volumi tankōbon sono stati pubblicati tra il 10 novembre 2014 e il 10 settembre 2021.
| Nº | Data di prima pubblicazione | Data di prima pubblicazione | Data di prima pubblicazione |
| Nº | Giapponese                  | Giapponese                  |                             |
| -- | --------------------------- | --------------------------- | --------------------------- |
| 1  | 10 novembre 2014            | ISBN 978-4-04-866922-1      |                             |
| 2  | 9 maggio 2015               | ISBN 978-4-04-865087-8      |                             |
| 3  | 9 gennaio 2016              | ISBN 978-4-04-865518-7      |                             |
| 4  | 10 agosto 2016              | ISBN 978-4-04-892172-5      |                             |
| 5  | 10 marzo 2017               | ISBN 978-4-04-892718-5      |                             |
| 6  | 10 ottobre 2017             | ISBN 978-4-04-893431-2      |                             |
| 7  | 9 giugno 2018               | ISBN 978-4-04-893849-5      |                             |
| 8  | 9 febbraio 2019             | ISBN 978-4-04-912351-7      |                             |
| 9  | 9 novembre 2019             | ISBN 978-4-04-912837-6      |                             |
| 10 | 10 giugno 2020              | ISBN 978-4-04-913234-2      |                             |
| 11 | 10 febbraio 2021            | ISBN 978-4-04-913660-9      |                             |
| 12 | 10 settembre 2021           | ISBN 978-4-04-913990-7      |                             |

Un manga spin-off intitolato Eromanga-sensei Elf Yamada dai sensei no koisuru junshin gohan (エロマンガ先生 山田エルフ大先生の恋する純真ごはん?, Eromanga-sensei Yamada Erufu dai sensei no koisuru junshin gohan, lett. "Eromanga-sensei, i pasti cucinati di puro amore dalla grande maestra Elf Yamada") incentrato sul personaggio di Elf Yamada è stato serializzato dal 27 luglio 2018 al 27 novembre 2019 sulla rivista Dengeki Daioh edita da ASCII Media Works. I capitoli sono stati raccolti in 3 volumi tankōbon pubblicati dal 9 febbraio 2019 al 10 febbraio 2020.
| Nº | Data di prima pubblicazione | Data di prima pubblicazione | Data di prima pubblicazione |
| Nº | Giapponese                  | Giapponese                  |                             |
| -- | --------------------------- | --------------------------- | --------------------------- |
| 1  | 9 febbraio 2019             | ISBN 978-4-04-912352-4      |                             |
| 2  | 10 ottobre 2019             | ISBN 978-4-04-912705-8      |                             |
| 3  | 10 febbraio 2020            | ISBN 978-4-04-913023-2      |                             |

### Anime

Sagiri e Masamune nell'anime

Un adattamento anime, coprodotto da Aniplex e lo studio d'animazione A-1 Pictures per la regia di Ryōhei Takeshita, è stato annunciato a settembre 2016 durante una diretta sul sito di streaming Nico Nico Live. L'8 gennaio 2017, Takeshita ha annunciato che avrebbe reclutato altri animatori tramite Twitter. L'anime è andato in onda dall'8 aprile al 24 giugno 2017 per un totale di 12 episodi. Le sigle di apertura e chiusura sono rispettivamente Hitorigoto (ヒトリゴト? lett. "Soliloquio") delle ClariS e Adrenaline!!! del gruppo TrySail. La sigla di chiusura impiegata nell'episodio 8 invece è Natsuiro koi hanabi (夏色恋花火? lett. "L'estate ha colorato i fuochi d'artificio dell'amore") di Akane Fujita. Due episodi OAV, originariamente previsti per il 2018, sono stati pubblicati il 16 gennaio 2019.
In America del Nord i diritti sono stati acquistati da Aniplex of America per le piattaforme Daisuki, Anime Strike e Crunchyroll, quest'ultima delle quali ha trasmesso gli episodi in streaming in simulcast anche in altre parti del mondo.

#### Episodi
| Nº    | Titolo italiano (traduzione letterale) Giapponese 「Kanji」 - Rōmaji | In onda         | In onda |
| Nº    | Titolo italiano (traduzione letterale) Giapponese 「Kanji」 - Rōmaji | Giapponese      |         |
| 1     | Mia sorella minore e la stanza che non si apre 「妹と開かずの間」 - Imōto to akazu no ma | 8 aprile 2017   |         |
| 1     | Lo studente delle superiori Masamune Izumi vive una vita equilibrata tra la sua carriera di romanziere di light novel e la cura della sorella adottiva Sagiri, che è diventata una hikikomori un anno prima. I romanzi di Masamune, che vengono illustrati dal misterioso Eromanga-sensei che nessuno ha mai incontrato dal vivo, cominciano a diventare popolari nelle classifiche dedicate e quando il ragazzo scopre che si terrà un live streaming tramite Internet con lo stesso Eromanga-sensei decide di collegarsi alla rete per farsi un'idea su chi sia veramente. Durante la diretta streaming, Eromanga-sensei realizza un'illustrazione e risponde ad alcune domande dei suoi fan, e nel mentre Masasume scopre che in realtà l'illustratore è Sagiri. Dopo aver concluso il suo appuntamento con i fan, la ragazza si dimentica di disconnettersi e rischia di essere vista da tutti, così Masamune si precipita alla porta della sua camera per avvisarla della cosa e i due si incontrano faccia a faccia dopo un anno, ma la loro riunione è breve in quanto dopo aver confermato di essere Eromanga-sensei, Sagiri si rinchiude nella sua stanza. Il giorno dopo, Masamune si reca dalla sua editor alla ASCII Media Works per discutere su eventuali nuove serie che il ragazzo ha in progetto, poi la giovane donna gli consegna un'illustrazione con i personaggi della sua ultima opera realizzata da Eromanga-sensei, così il ragazzo torna a casa e rivela a Sagiri di essere lo scrittore dei romanzi che lei ha illustrato per tutto questo tempo. Lei lo fa entrare nella sua camera e iniziano a parlare di quello che è successo negli ultimi anni, così come sono diventati rispettivamente autore e illustratrice, e alla fine Sagiri congeda Masamune quando menziona la parola "famiglia" e prima di andarsene lui la ringrazia per l'ultima illustrazione che ha fatto. Nell'ultima scena suona alla porta Megumi Jinno, una compagna di classe di Sagiri. |                 |         |
| 2     | La rappresentante di classe normale e la fata impavida 「リア充委員長と不敵な妖精」 - Riajū iinchō to futeki na yōsei | 15 aprile 2017  |         |
| 2     | Dopo che Megumi ha spiegato di essere venuta a far visita a Masamune con l'intenzione di convincere Sagiri a venire a scuola, il ragazzo avvisa Sagiri della cosa e questa si arrabbia con lui per aver fatto entrare la ragazza in casa, poi mantengono aperta una chiamata telefonica tramite un auricolare per permettere a Sagiri di sentire la loro conversazione. Tuttavia i tentativi di Megumi di far cambiare idea a Sagiri si rivelano vani e perciò decide di andarsene ma conferma la sua intenzione di non essersi arresa. Alla sera, Masamune riceve la telefonata della sua editor che gli dice che tutte le sue idee per un eventuale romanzo sono state bocciate e perciò si mette a scrivere qualcosa al computer. Il giorno dopo fa visita alla libreria dove lavora la sua amica Tomoe Takasago e nota la serie di romanzi di Elf Yamada nello scaffale dei titoli consigliati. Dopo aver acquistato un volume autografato, incontra Elf Yamada in persona mentre sta litigando con la sua editor, Ayame Kagurazaka, sul fatto che vuole Eromanga-sensei come suo nuovo illustratore e ciò lascia basito Masamune. Dopo che Elf non è riuscita nel suo intento, Masamune inizia a temere che l'altra autrice possa portargli via Sagiri e perciò promette di impegnarsi a scrivere una light novel più avvincente della sua. |                 |         |
| 3     | La dimora spoglia e il padrone dissoluto 「全裸の館と堕落の主」 - Zenra no yakata to daraku no aruji | 22 aprile 2017  |         |
| 3     | Megumi porta il resto della sua classe fuori dalla classe di Masamune per incitare Sagiri a venire a scuola ma Masamune gli chiede di andarsene, poi il ragazzo spiega a Megumi che nessuno gli ha consegnato la circolare di quartiere perché si crede che la zona in cui vive sia maledetta in quanto la sfortuna ha colpito sia la sua famiglia che il vicino. Dopo che quest'ultimo è morto a seguito di una malattia, la sua casa è rimasta vuota e vi è la diceria che di notte si possa sentire la melodia di un pianoforte. Tornato a casa, Sagiri si lamenta di un fantasma che suona il pianoforte nella casa vicina e così Masamune entra nell'abitazione e scopre che in realtà ci vive Elf. Il ragazzo approfitta dell'occasione per scoprire come scrive i suoi romanzi, poi stringe amicizia ma anche una grande rivalità, tanto che decidono di lanciarsi una sfida per decidere chi dovrà collaborare con Eromanga-sensei per il loro prossimo romanzo. Più tardi, Sagiri ritiene che Masamune stia mentendo riguardo al suo legame con Elf e gli ordina di lasciare la sua camera per il resto della giornata. L'indomani, Elf invita Masamune a casa sua e quando il ragazzo si affaccia dalla veranda vede quanto sia felice sua sorella quando disegna, poi confessa ad Elf che la sua storia lo ha rallegrato in un momento triste della sua vita e gli ha permesso di andare avanti. Due settimane dopo, Masamune nota che Elf non ha scritto nulla per il suo romanzo e questa lo sgrida perché ritiene che per scrivere qualcosa di avvincente bisogna avere la giusta motivazione, poi lo invita nuovamente a casa sua per mostrargli come lavora. |                 |         |
| 4     | Eromanga-sensei 「エロマンガ先生」 - Eromanga-sensei | 29 aprile 2017  |         |
| 4     | Il rapporto tra Masamune ed Elf continua a migliorare nel corso del tempo, poi il ragazzo si lamenta un po' con Sagiri perché nelle sue illustrazioni i personaggi femminili non hanno il seno grande e gli conferma la sua intenzione di voler scrivere una light novel su di lei, ma la sorella si arrabbia e lo butta fuori dalla camera. Tempo dopo Masamune completa il manoscritto e lo porta ad Elf per vedere quale dei due sia il migliore, e alla fine è Masamune ad avere la meglio sebbene quest'ultimo sia una lettera d'amore nei confronti della sorella e ciò fa capire ad Elf che Eromanga-sensei non è altri che Sagiri. Così, dopo aver concordato di farglielo leggere, Masaumune torna a casa lanciandosi dal balcone e atterra nella stanza di Sagiri, dopodiché i due chiariscono i rispettivi malintesi e fanno la pace. Infatti Sagiri credeva che Masamune volesse sostituirla con Elf come sua nuova illustratrice, il che la costretta rinchiudersi nella sua camera per passare del tempo a guardare scene d'azione e disegnare ragazze formose. A questo punto Masaumune le fa leggere il suo manoscritto e lei si commuove, però gli nega di pubblicarlo in questo stato. Masamune decide che lo revisionerà per farlo accettare dalla casa editrice e renderlo un prodotto di successo che gli garantirà di guadagnare molti soldi che gli permetterà di essere entrambi felici, così Sagiri apre la porta della sua camera ed esce dalla sua stanza di sua spontanea volontà per fare in modo che il loro sogno di avveri. |                 |         |
| 5     | Prepariamo una light novel con mia sorella minore 「妹とラノベ企画を創ろう」 - Imōto to ranobe kikaku o tsukurō | 6 maggio 2017   |         |
| 5     | Dopo che Sagiri ha confessato a Masamune di amare qualcuno, il ragazzo si dichiara a lei ma ritiene che non sia giusto che due fratelli abbiano una relazione, così lei si arrabbia e gli dice che è uno stupido. Poco dopo, Sagiri e Masamune si mettono d'accordo per lavorare a una proposta per un nuovo libro da far pubblicare e lui ha bisogno che la sorella disegni una sorellina in modo erotico. Mentre i ragazzi si mettono all'opera, Elf chiede aiuto a Masamune per fuggire dagli editor della sua casa editrice che vogliono monitorare i suoi progressi lavorativi. Così Elf implora Masamune di proteggerla per un po' di tempo e lui le chiede in cambio di insegnargli come scrivere una proposta, dopodiché Elf comunica con Sagiri tramite un computer e l'illustratrice le chiede di mettersi in una posa particolare in modo da vedere le mutandine che ha indosso in quanto le serve come fonte di ispirazione per i suoi disegni. Gli editor vengono a prendere Elf per farla ritornare al lavoro e poi Sagiri mostra a Masamune il suo ultimo disegno che soddisfa a pieno la richiesta del ragazzo. Il giorno dopo, Sagiri informa Masamune che non riesce a disegnare ragazze che non siano loli e perciò ha bisogno che lui le porti una ragazza carina, formosa e che sia disposta a farle vedere le mutandine. Alla sera, Masamune viene chiamato al telefono da Megumi che vuole sapere come sta Sagiri, e dopo aver scoperto che questa ha fatto amicizia con Elf, decide di leggere delle light novel in modo da fare amicizia con Sagiri e perciò si reca insieme a Masamune nella libreria di Tomoe. |                 |         |
| 6     | Masamune Izumi e il vecchio nemico da dieci milioni di copie 「和泉マサムネと一千万部の宿敵」 - Izumi Masamune to issen-man-bu no shukuteki | 13 maggio 2017  |         |
| 6     | Tomoe riesce a vendere un buon numero di light novel a Megumi e questa diventa una grande appassionata del genere, così Masamune le consiglia di sfruttare la sua passione in comune con Sagiri per fare amicizia con quest'ultima. Tempo dopo, Masamune invita Megumi a casa sua, e dopo averla bendata e legata, questa diventa un modello di ispirazione per i disegni di Sagiri. Dopo alcuni momenti imbarazzanti, Sagiri chiede scusa a Megumi per averle sfilato le mutandine e le presta una serie di light novel ma non riescono ancora a diventare amiche. Masamune riesce a completare il suo manoscritto e lo porta ad Ayame, che gli dice che il suo libro sarà pubblicato solo dopo un anno perché deve dare la priorità a Muramasa Senju, un'autrice di bestseller che è riuscita a piazziare 14,5 milioni di copie dei suoi romanzi. Amareggiato, Masamune confida a Sagiri della loro crisi finanziaria e che intende trovare un'altra casa editrice per mantenere la promessa fatta alla zia di pubblicare regolarmente libri in modo da poter continuare il loro attuale stile di vita. Elf si propone di dargli una mano e dopo un appuntamento, lei e Masamune incontrano una ragazza vestita con un kimono che decidono di accompagnare nella casa editrice dopo averle fatto cadere accidentalmente una busta contenente un manoscritto. I tre incontrano Ayame che informa Masamune di una competizione tra cinque autori, Light Novel Tenkaichi Butokai, dove il vincitore potrà pubblicare il suo racconto a settembre. Così Masamune si iscrive al concorso e poco dopo lo fa anche la ragazza in kimono, che rivela di essere Muramasa. |                 |         |
| 7     | Mia sorella minore e il romanzo più interessante del mondo 「妹と世界で一番面白い小説」 - Imōto to sekai de ichiban omoshiroi shōsetsu | 20 maggio 2017  |         |
| 7     | Masamune e Muramasa concordano sul fatto che chi vincerà la competizione avrà il diritto di dare un qualsiasi ordine allo sconfitto. Così Masamune e Sagiri si mettono subito all'opera e il ragazzo chiede una mano ad Elf per scrivere un racconto di meno di 60 pagine, mentre Sagiri realizza delle illustrazioni erotiche dedicate. Due giorni prima della scadenza, Muramasa fa visita a Masamune e tenta di convincerlo ad arrendersi e di scrivere romanzi per lei, poi rivela che la serie scritta da Masamune è stata la sua fonte di ispirazione per le sue opere e afferma che non può perdonarlo per aver iniziato una nuova serie di genere commedia romantica piuttosto che continuare la precedente di cui era appassionata. Mentre Muramasa continua a spiegare come è nato il suo sogno, arriva Sagiri che dichiara che Masamune è suo fratello e che non lo lascerà a nessun'altra persona, perciò Masamune rifiuta la proposta di Muramasa e questa se ne va via promettendogli di sconfiggerlo. Arriva il giorno della competizione e Muramasa finisce per essere squalificata per aver superato il limite di pagine consentito e Masamune vince il concorso. Successivamente Muramasa confessa i suoi sentimenti a Masamune, ma questi la rifiuta educatamente. Qualche tempo dopo, Masamune riceve una lettera da Muramasa dove afferma quanto fosse interessante il suo romanzo. |                 |         |
| 8     | Sagiri la sognatrice e i fuochi d'artificio estivi 「夢見る紗霧と夏花火」 - Yumemiru Sagiri to natsu hanabi | 27 maggio 2017  |         |
| 8     | Masamune si reca da Sagiri perché deve parlarle e nota che lei si è messa uno yukata e deduce che vuole vedere i fuochi d'artificio senza uscire dalla sua camera da letto. Il giorno dopo, Muramasa informa la sorella che dovrà passare la notte in ufficio per lavorare e Sagiri mette in sicurezza la casa per evitare l'ingresso da parte di estranei, ma quando arriva il postino per consegnarle un action figure, decide di non aprirgli e attende speranzosa che il fratello torni presto per ritirarla per lei. Il giorno dopo, Elf informa Masamune che Shido Kunimitsu, il terzo classificato del concorso, intende organizzare una festa di chiusura e alla fine decidono che si terrà a casa di Masamune. Dopo una serie di preparativi, Masamune invita Elf, Muramasa e Shido a casa sua per festeggiare mantenendo Sagiri in collegamento tramite computer; conclusa la festa, i tre autori di romanzi escono fuori per guardare i fuochi d'artificio mentre Masamune sceglie di restare con Sagiri nella sua camera da letto per osservarli insieme. |                 |         |
| 9     | Mia sorella minore e l'isola delle fate 「妹と妖精の島」 - Imōto to yōsei no shima | 3 giugno 2017   |         |
| 9     | Durante la festa di chiusura, Elf invita Masamune, Muramasa e Shido all'"isola delle fate", un'isola del sud di proprietà della famiglia Yamada, con la scusa di condurre delle ricerche per trovare nuovo materiale da scrivere per i rispettivi romanzi. Una volta arrivati all'isola, incontrano Chris Yamada, il fratello maggiore di Elf nonché suo supervisore, che li accompagna nella casa in cui alloggeranno. Nel corso della giornata, i ragazzi si svagano in più modi e poi Masamune promette a Muramasa di farle leggere anche sue storie rimaste incomplete. Alla sera, mentre si sta facendo un bagno caldo, Masamune chiarisce con Chris di non essere il fidanzato di Elf e che quindi non intende pensare al matrimonio, anche se ammette le qualità della ragazza. Più tardi, Masamune racconta a Sagiri di come ha passato la giornata, dopodiché il ragazzo viene invitato da Elf nella "foresta degli elfi" dove gli spiega che se fosse interessato a farle una proposta di matrimonio potrebbe prenderla in considerazione. Alla fine, Elf rivela che il suo vero nome è Emily e che dovrà chiamarla così quando si deciderà a farle la proposta. |                 |         |
| 10    | Masamune Izumi e la senpai più giovane 「和泉マサムネと年下の先輩」 - Izumi Masamune to toshishita no senpai | 10 giugno 2017  |         |
| 10    | Masamune consegna a Muramasa il seguito della storia che lo ha reso famoso e lei lo ringrazia di cuore. In seguito, mentre Masamune si riposa nella sua stanza, Muramasa promette al ragazzo di cucinare per lui mentre Elf fa una serie di programmi per divertirsi ma arriva Chris che glielo impedisce e la obbliga a tornare a scrivere ai suoi romanzi. Mentre i quattro ragazzi sono riuniti allo stesso tavolo, Muramasa di imbarazza nel confessare in pubblico il suo amore per Masamune, poi ringrazia il ragazzo per la storia che le ha fatto leggere. Dato che Chris è costretto ad assentarsi per un'ora, Elf ne approfitta per giocare insieme agli altri al gioco del re e qui vivono alcuni momenti imbarazzanti e divertenti. Una volta che è tornato Chris, Muramasa afferma la sua intenzione di non voler più scrivere altre storie poiché ha già realizzato il suo sogno di leggere una storia molto emozionante, ovvero quella dei romanzi di Masamune. In privato, Masamune mostra a Muramasa delle lettere scritte da una sua fan delle scuole medie di nome Hana Umezono, che gli ha dato il coraggio che gli serviva nei momenti di difficoltà. Così Muramasa rivela che era lei ad avergliele scritte quando era più piccola, e grazie a Masamune, cambia idea e decide di voler andare avanti a scrivere per realizzare il suo nuovo sogno, ovvero quello di far innamorare il ragazzo di lei. |                 |         |
| 11    | L'incontro tra i due e i due nel futuro 「二人の出会いと未来の兄妹」 - Futari no deai to mirai no futari | 17 giugno 2017  |         |
| 11    | Dopo che Masamune è tornato a casa dal suo viaggio e ha regalato un cappello a Sagiri, decide di andare ad Akihabara per assistere al debutto del suo nuovo romanzo restando in contatto con la sorella tramite VoIP. Durante il tragitto, i due ricordano il rispettivo passato, dove si scopre che Masamune da bambino scrisse il suo primo romanzo e lo pubblicò online nel tentativo di non pensare alla morte della madre mentre Sagiri era una sua fan accanita e gli inviò diverse illustrazioni per la serie senza però rivelargli la propria identità. Così i due si sono ispirati a vicenda e hanno iniziato a desiderare di intraprendere le rispettive carriere di scrittore ed illustratrice, dopodiché Sagiri ha deciso di interrompere qualsiasi contatto con lui per diventare una professionista. Tornando al presente, Masamune arriva ad Akihabara dove è preoccupato per l'accoglienza del pubblico nei confronti del suo romanzo, ma viene presto rassicurato dal gruppo dei protagonisti di Oreimo che danno delle opinioni positive mentre passano accanto a lui. Tornato a casa, Masamune si sorprende nel vedere Sagiri fuori dalla sua camera da letto e scopre da quest'ultima che si sta allenando di nascosto per poter finalmente uscire di casa. I due rinnovano quindi la loro promessa di andare avanti e realizzare i loro sogni insieme. |                 |         |
| 12    | Il festival di Eromanga 「エロマンガフェスティバル」 - Eromanga Fesutibaru | 24 giugno 2017  |         |
| 12    | Sagiri informa Masamune dell'arrivo di Elf e Muramasa per un fantomatico "festival" a casa sua, poi il fratello inizia ad accarezzarle la testa per ottenere nuovo materiale per il suo romanzo ma poi lei lo caccia fuori dalla camera. Più tardi arrivano Elf e Muramasa e si scopre che Sagiri ha promesso ad entrambe di concedergli un campus di raccolta informazioni in cambio della loro disponibilità come modelle per delle nuove illustrazioni. Così mentre Sagiri disegna con le due ragazze in posa, arriva Tomoe a casa di Masamune e gli consegna una copia di un dōjinshi erotico ispirato al suo ultimo romanzo, e poco dopo Sagiri inizia a sfogliarlo e afferma di essere determinata a realizzarne uno anche lei. Dopo aver letto quello realizzato da Sagiri, Masamune si rende conto che il pene del protagonista è stato disegnato in modo errato, ma è troppo imbarazzato per spiegarlo, perciò chiama Megumi al telefono per chiederle inutilmente aiuto, poi Muramasa mostra ai presenti un bozzetto della scultura del David per dimostrare il punto di vista del ragazzo. Alla fine, mentre Masamune sta salutando Elf e Muramasa che stanno per andarsene, Sagiri si affaccia dalla finestra per salutarle. |                 |         |
| OAV 1 | La canzone d'amore di Elf Yamada 「山田エルフのラブソング」 - Yamada Erufu no Rabu Songu | 16 gennaio 2019 |         |
| OAV 1 | Durante il periodo natalizio, Elf invita i suoi amici a partecipare a un evento dedicato a lei, e Masamune decide di andarci mantenendo Sagiri in contatto tramite VoIP. Giunto sul luogo della festa, Masamune incontra Muramasa e Shido, dopodiché si reca assieme ad Elf in un camerino e questa rivela che attende con emozione l'arrivo di sua madre. In seguito, il ragazzo aiuta Elf a cambiarsi e rimangono in compagnia di Chris, e dopo un po' arriva la madre dei due che scopre in che rapporto sono Masamune ed Elf. Non ritenendo il ragazzo adatto come suo futuro marito, la madre dice alla figlia che concluso l'evento dovrà tornarsene a casa con lei, ma Elf si arrabbia e va a nascondersi sotto a un tavolo del salone dove viene raggiunta da Masamune. Una volta fatto chiarezza che la madre si preoccupa per lei, Elf sale sul palco e dà inizio a un musical in cui esprime i sentimenti che prova da diverso tempo. Conclusa l'esibizione, la madre le dice che è libera di fare come meglio crede, poi Elf si dichiara a Masamune. |                 |         |
| OAV 2 | Il primo bacio di Sagiri Izumi 「和泉紗霧のファーストキス」 - Izumi Sagiri no Fāsuto Kisu | 16 gennaio 2019 |         |
| OAV 2 | In un freddo giorno invernale, Sagiri scopre che suo fratello Masamune si è preso l'influenza dopo aver assistito recentemente Elf, anche a lei a letto a causa di un malanno, e perciò decide di prendersi cura del fratello come meglio può. Dato che Masamune non può andare a scuola viste le sue attuali condizioni di salute, Sagiri svolge le faccende domestiche al posto suo e gli prepara da mangiare per aiutarlo con la guarigione, dopodiché informa telefonicamente Ayame che il nuovo manoscritto verrà inviato non appena il fratello si rimetterà in sesto e ciò viene sentito anche da Muramasa. Più tardi, suonano il campanello Megumi e Tomoe che vogliono sapere come sta Masamune, ma Sagiri si rifiuta di aprirle e si fa dare un volume di una light novel che il fratello aveva prenotato. Dopo che le ragazze se ne sono andate, arriva Muramasa che prova in tutti i modi ad entrare in casa per vedere Masamune, ma dopo aver fallito consegna a Sagiri una busta contenente una sua foto sexy e questa decide che la utilizzerà come riferimento per i suoi disegni. Alla fine, Masamune si riprende del tutto ma Sagiri si ammala e si fa accudire dal fratello. |                 |         |

## Accoglienza
La light novel ha avuto un milione di copie stampate ad aprile 2017.
Nella sua recensione dell'anime, Allen Moody di THEM Anime Reviews ha affermato che tra i due personaggi femminili più importanti presenti nella serie oltre a Sagiri, Elf risultava la "migliore" rispetto a Muramasa. Moody ha anche sostenuto che "Elf, come Masamune, è una scrittrice di light novel, e apparentemente ha molto più successo di lui. Si diverte per la maggior parte del tempo, scrivendolo solo quando ne ha voglia. Elf è anche un po' egocentrica - anche se in tutta onestà, ha un bel sorriso - e all'inizio della serie si trasferisce nella porta accanto a Masamune. Certo che finisce per amarlo - TUTTE le ragazze in questa serie lo adorano. Almeno mostra lampi di autocoscienza e persino umorismo".